# 西脇組
西脇組（にしわきぐみ）は、神戸に本部を置く暴力団。初代組長が六代目山口組の最高幹部役職の1つにあたる「顧問」を務めるなどした有力組織で、人員総数はおよそ220名（2010年）。指定暴力団山口組の二次団体であったが、2015年における山口組の分裂以後は神戸山口組の二次団体（神戸山口組舎弟頭補佐）となっている。

## 来歴
1973年に田岡一雄率いる三代目山口組の直系組織（二次団体）となった。
2023年7月、山口組系組員の運転するトラックが門柱に突っ込む事件が発生。同年12月から住民らが追放運動を展開。
住民の委託を受けた暴力団追放兵庫県民センターが訴訟を起こし、2024年9月、神戸地方裁判所が西脇組事務所（神戸市西区玉津町上池）の使用を差し止める仮処分を決定した。
2025年4月7日午後1時、兵庫県警本部を六代目山口組の森尾卯太男本部長、津田力若頭補佐、安東美樹若頭補佐の3人が訪問し、以下の宣誓文を提出し、六代目山口組側は抗争終結を宣言した。「この度は全国の任侠団体の申し出により山口組は処分者の井上、入江、池田、岡本、宮下との抗争を終結する事にしました。尚、山健組処分者の織田とも今後一切揉める事はしません。一般の市民にはご迷惑お掛けしました。高山清司 執行部一同」。
2025年5月13日付けで西脇組事務所（神戸市西区玉津町上池）が個人（尼崎市で不動産事業を営む）に売却された。

## 歴代

### 初代：西脇一美
1935年3月17日生。三代目山口組の重鎮と言われた北山悟率いる北山組で舎弟頭として組織の中枢を担ったのち、1973年12月に田岡組長から親子盃を受け38歳の若さで三代目山口組直参に昇格。1979年に宅見組組長宅見勝とともに三代目山口組「本部長補佐」の役に抜擢され、さらに1982年には三代目山口組本部の“金庫番”とも言われる会計係に任ぜられ、最高幹部の有力候補と目されるに至る。五代目体制が発足すると舎弟頭補佐として執行部入り。山口組神戸ブロックの長を務めたほか、兵庫県下の暴力団組織の親睦団体「阪神懇親会」に長年にわたり山口組の代表として出席。六代目体制下では顧問の役にあったものの、病気療養を理由に2008年をもって引退した。

### 二代目：宮下和美
1947年10月15日生。地元明石郡玉津町の学校を卒業後、親族の経営する塗装会社に勤める傍ら、中村憲逸率いる山口組系中村組の構成員との交流を深め、やがて西脇組の幹部と縁を持ったことから1971年頃に西脇組へ加入。1977年に西脇組若頭補佐の役に就任し、1993年には自身の率いる「宮下組」を傘下に結成。2006年からは西脇組若頭に就任していたものの、2008年における西脇初代の引退に伴い「西脇組」を継承した。2012年には、大阪・秋良連合会の会長、神戸・岸本組の組長、大阪・松山組の組長、ならびに静岡・藤友会の会長とともに、暴力団組員たることを隠してゴルフ場を利用したとする詐欺容疑から大阪府警に逮捕されている。

#### 二代目組織
- 組長 – 宮下和美（六代目山口組若中・組織委員）
- 執行部
  - 舎弟頭兼若頭 – 岡田豊（西虎会会長）
  - 本部長 – 松山武
  - 舎弟 – 田中健一（和健会会長）
  - 舎弟 – 竹内研二
- 幹部
  - 本部長補佐 – 家根谷正人
  - 若頭補佐細田敏和（細田組組長）

## 情勢
本部の所在地は神戸市西区の玉津町上池。構成員の総数は、2002年の時点でおよそ300（兵庫県警）、2010年の時点でおよそ220と報告されている。かつて本拠地の神戸市西区内にて、傘下組織の組長らが神戸商船大学大学院の学生を拉致したうえで殺害するという事件（→神戸大学院生リンチ殺人事件，2002年）を起こしたことから、警察当局の集中的な取り締まり対象とされた時期があった。